# 賀原夏子
賀原 夏子（かはら なつこ、1921年〈大正10年〉1月3日 - 1991年〈平成3年〉2月20日）は、日本の女優、演出家。本名は塚原 初子。
文学座に入座して多くの舞台に立ち、地味な老け役で活躍した。喜びの琴事件で文学座を脱退後は劇団NLTを結成してその主宰となり、フランス喜劇の上演に意欲を燃やした。舞台のほか映画、テレビドラマへの出演も多い。メイクアップ技術の研究家としても有名で、入門書を出版している。主な出演舞台に『二十六番館』『島』、映画に『流れる』『女の歴史』など。演出家として『ロマノフとジュリエット』なども発表している。

## 来歴・人物
1921年（大正10年）1月3日、東京府東京市牛込区余丁町（現在の東京都新宿区余丁町）に生まれる。父は元東京農業大学常務理事の塚原周吾、祖父は東洋汽船創設者の塚原周造である。
東洋英和女学校小学部を経て、1938年（昭和13年）に東洋英和女学校を卒業。同級生に三枝佐枝子がおり、ともに新築地劇団の「土」（長塚節原作）を観て感銘を受け、二人で主演の山本安英を訪ねて教えをこい、学芸会で演じた。同年、創立間もない文学座の研究所に第1期生として入る。同期生に青野平義、荒木道子、小山源喜らがいる。1939年（昭和14年）に『父と子』の女中役で初舞台を踏み、翌年に座員に昇格、田中澄江作『はるあき』では19歳で48歳の先生役を演じた。1943年（昭和18年）、文学座同期の岩本昇三と内輪の祝言をあげる。1945年（昭和20年）、東京大空襲の最中に初演を迎えた森本薫作『女の一生』で、杉村春子演じる布引けいの姑役をわずか24歳で演じる。戦後も『二十六番館』『マリウス』『島』などほとんどの作品で老け役を演じ、人のいいおばさん、ずる賢い老女、意地悪い姑といった役を得意とした。
1963年（昭和38年）12月、喜びの琴事件をきっかけに文学座を脱退、翌1964年（昭和39年）1月に岩田豊雄、三島由紀夫を顧問にして矢代静一、青野平義、中村伸郎らとグループNLTを創立。『サド侯爵夫人』を上演して成功を収めるが、劇団の分裂で1968年（昭和43年）に新生劇団NLTの主宰となり、フランス・プールヴァール劇の上演に意欲を燃やした。その後は森繁久彌主演の『屋根の上のバイオリン弾き』でイエンテを演じ、演出家として『ロマノフとジュリエット』『ササフラスの枝にそよぐ風』などを発表した。
映画には、1946年（昭和21年）の木下惠介監督『大曾根家の朝』で初出演し、その後は東宝を中心に各社の作品に脇役出演した。特に『流れる』『女の歴史』など成瀬巳喜男監督作品の常連だった。テレビドラマにも『これが青春だ』などの青春学園シリーズ、チャコちゃんシリーズなど多数に出演した。
1991年（平成3年）2月20日、卵巣癌のため東京都港区の済生会中央病院で死去。70歳没。入院して亡くなる直前まで主演舞台に立ち続けていた。遺灰は海に散骨された。多磨霊園に墓碑がある。1993年（平成5年）、賀原が癌発症後に養子縁組を結んだ塚原純江によって『海に還る 女優・賀原夏子』が出版された。

## 受賞・受章歴
- 1958年：岸田国士賞[1]
- 1970年：芸術祭賞奨励賞[1]
- 1976年：第31回 芸術祭賞優秀賞 『ササフラスの枝にそよぐ風』の演出[6]
- 1985年：紫綬褒章[1]
- 1985年：第11回 菊田一夫演劇賞 特別賞『屋根の上のバイオリン弾き』[7]
- 1991年：勲四等宝冠章（追贈）

## 主な出演

### 映画
太字の題名はキネマ旬報ベスト・テンにランクインした作品
- 大曾根家の朝（1946年、松竹） - 大曾根幸子
- 三本指の男（1947年、東横映画） - 一柳秋子
- 破れ太鼓（1949年、松竹） - 女中うめ
- 赤線基地（1953年、東宝） - 君江
- 坊っちゃん社員（1953年、東宝） - 仲居頭
- にごりえ（1953年、文学座） - 酌婦お秋
- 心に花の咲く日まで（1955年、文学座） - 富永夫人
- 由起子（1955年、東映） - 湖畔の旅館の内儀
- 次郎物語（1955年、新東宝） - 祖母
- 女の足あと（1956年、松竹） - 旅館の内儀
- 愛情の決算（1956年、東宝） - 若い女
- 流れる（1956年、東宝） - おとよ
- 山鳩（1957年、東宝） - 女将
- あらくれ（1957年、東宝） - おとく
- 智恵子抄（1957年、東宝） - 八木三重子
- 黒い河（1957年、松竹） - 安井の女房
- 青い山脈 新子の巻・雪子の巻（1957年、東宝） - 弥吉の妻・とく
- 気違い部落（1957年、松竹） - 大倉おらく
- 杏っ子（1958年、東宝） - 村井えん子
- 大阪の女（1958年、大映） - お民
- 鰯雲（1958年、東宝） - やすえ
- 眠狂四郎無頼控 魔剣地獄（1958年、東宝） - 祈祷所の女
- 裸の大将（1958年、東宝） - 気違い婆さん
- 白鷺（1958年、大映） - おとり
- キクとイサム（1959年、大東映画） - 巫女さん
- 暗夜行路（1959年、東京映画） - 仙
- にあんちゃん（1959年、日活） - かな子の母親
- かげろう絵図（1959年、大映） - おふみ
- 浮草（1959年、大映） - 梅廼家八重
- 女が階段を上る時（1960年、東宝） - 圭子の母・ふじ枝
- 春の夢（1960年、松竹） - お幸
- 歌行燈（1960年、大映） - お幸
- サラリーマン目白三平 女房の顔の巻（1960年、東宝） - 海野夫人
- 濹東綺譚（1960年、東京映画） - 芳造の女房・お種
- 悪い奴ほどよく眠る（1960年、東宝） - 古谷の妻
- 秋立ちぬ（1960年、東宝） - 山田さかえ
- 名もなく貧しく美しく（1961年、東宝） - 和夫の母親
- 南の風と波（1961年、東宝） - 井上たつ
- みだれ髪（1961年、大映） - おその
- 別れて生きるときも（1961年、東宝） - 桶屋のおかみさん
- 妻として女として（1961年、東宝） - 峰
- お琴と佐助（1961年、大映） - おしげ
- 夢で逢いましょ（1962年、東京映画） - 河辺美佐子
- 放浪記（1962年、宝塚映画） - おかみ勝代
- 憂愁平野 (1963年)
- 女の歴史（1963年、東宝） - 清水君子
- 世界詐欺物語・日本篇（1964年） - 三津田の遠縁の女
- 四つの恋の物語（1965年、日活） - とき
- ひき逃げ（1966年、東宝） - 女中ふみ江
- あこがれ（1966年、東宝） - 吉岡静子
- 沈丁花（1966年、東宝)
- 伊豆の踊子（1967年、東宝） - 婆さん
- 続・何処へ（1967年、東宝） - 老女教師
- 青春学園シリーズ（東宝） - 佃ハツ
  - でっかい太陽（1967年）
  - 燃えろ!太陽（1967年）
- 二人の恋人（1969年、東宝） - きよ
- 人斬り（1969年、フジテレビ） - おたき
- だまされて貰います（1971年、東宝） - 関根ハル
- 喜劇 男の泣きどころ（1973年、松竹） - メリー・桃原
- 神田川（1974年、東宝） - みち子の母
- 新・若大将シリーズ（東宝映画） - 岡本はな
  - がんばれ!若大将（1975年）
  - 激突!若大将（1976年）
- 大地の子守歌（1976年、松竹） - ばば
- あにいもうと（1976年、東宝映画） - りき
- 岸壁の母（1976年、東宝映画） - 本橋たい子
- 帰ってきた若大将（1981年、東宝映画） - マリ・オハラ
- 誘拐報道（1982年、東映） - 数男の母
- おんな6丁目 蜜の味（1982年、東映）
- 潮騒（1985年、ホリ企画） - お春婆
- TOMORROW 明日（1988年8月13日、ヘラルド・エース） - 産婆

### テレビドラマ
- 夫婦百景（NTV）
  - 第1回「若い若い夫婦」（1958年）
  - 第13回「中間夫婦」（1958年）
  - 第42回「質流れ夫婦」（1959年）
  - 第53回「今昔夫婦」（1959年）
  - 第95回「関白亭主とその女房」（1960年）
  - 第139回「磐石夫婦」（1961年）
  - 第189回「こんな夫婦も」（1961年）
  - 第192回「娘と夫婦」（1962年）
  - 第233回「ベテラン女房」（1962年）
  - 第245回「堅物の失敗」（1963年）
  - 第320回「銀座老夫婦」（1964年）
- 東芝日曜劇場（KR→TBS）
  - 第84回「星まつり」（1958年）
  - 第155回「雨」（1959年） - 玉江
  - 第234回「湯葉」（1961年）
  - 第269回「雪折れ」（1962年）
  - 第300回「女ひとり」（1962年）
  - 第304回「赤い毛のユミ」（1962年）
  - 第366回「女優シリーズ 陰影」（1963年）
  - 第381回「女優シリーズ 雪女」（1964年）
  - 第627回「神さま生命をください」（1968年）
  - 第673回「ダンプかあちゃん」（1969年） - 孝助の母
  - 第697回「ダンプかあちゃん その2」（1970年）
  - 第713回「ダンプかあちゃん その3」（1970年）
  - 第758回「ダンプかあちゃん その4」（1971年）
  - 第795回「春風吹けば」（1972年）
  - 第820回「ある夏の終り」（1972年）
  - 第918回「さらば夏の光よ」（1974年）
  - 第1146回「森の学校」（1978年）
  - 第1188回「おんな家族・おとこ家族」（1979年）
  - 第1393回「憎いとんぴんしゃん」（1983年）
  - 第1509回「プロポーズをもういちど」（1985年）
- 雑草の歌（NTV→KR）
  - 第17回「三味線豊吉生き返る」（1958年）
  - 第76回「わかれ道」（1959年）
  - 第115回「紙人形でも立っている」（1960年）
  - 第136回「白い悪魔」（1960年）
- ここに人あり（NHK）
  - 第59回「風にうたう子供たち」（1958年）
  - 第88・89回「ここにも白い百合が」（1959年）
  - 第93回「月の宿」（1959年）
  - 第130回「山の湯」（1960年）
  - 第140回「黒い山の泉」（1960年）
  - 第144回「夏みかん」（1960年）
  - 第150回「歩く男」（1960年）
  - 第151回「棟梁気質」（1960年）
  - 第154回「その名は盲算塾」（1960年）
- ダイヤル110番（NTV）
  - 第98話「白い猫」（1959年）
  - 第127話「堀割りのある町」（1960年）
- 三菱ダイヤモンド劇場 / 直木賞シリーズ・執行猶予（1959年、CX）
- これが真実だ 第29回「この広い空の下で 生きている差別」（1960年、CX）
- 百万人の劇場 / 灯台（1960年、CX）
- シャープ火曜劇場（CX）
  - 第10回「朝子の子供たち」（1961年）
  - 第12回「若い魂」（1961年） - 珠子の母
- 夜の十時劇場 / 女の日記（1962年、CX）
- 大河ドラマ / 花の生涯（1963年、NHK） - 老女とめ
- 現代っ子（1963年 - 1964年、NTV） - 母
- 日本映画名作ドラマ（NET）
  - 大阪の宿（1963年）
  - 嫁ぐ日まで（1964年）
- 判決 第64話「永遠の人」（1964年、NET） - 鈴子
- しろばんば（1964年、12ch）
- 青春学園シリーズ（NTV）
  - 青春とはなんだ（1965年 - 1966年） - 植田源蔵の妻
  - これが青春だ（1966年 - 1967年） - 小野みさを
  - 進め!青春（1968年） - 母・はな
- 今井正アワー / 初夜（1966年、NET） - 蕪木とよ
- ナショナルゴールデン劇場 / 中村錦之助ドラマ集・暗闇の丑松（1966年、NET）
- 泣いてたまるか（TBS）
  - 第13話「さよなら、敬礼!」（1966年）
  - 第65話「ああ軍歌」（1967年）
- チャコちゃんシリーズ（TBS） - お婆さん
  - チャコちゃんハーイ!（1965年 - 1966年）
  - チャコねえちゃん（1967年 - 1968年）
  - チャコとケンちゃん（1968年 - 1969年）
- 木下恵介アワー / 3人家族（1968年 - 1969年、TBS） - 稲葉キク
- 銀河ドラマ（NHK）
  - 女優 わが道（1969年） - 三杉奈津江
  - 潮風の女（1970年） - 母・トキ
- プレイガール 第17話「女はスレスレで勝負する」（1969年、12ch]）
- 結婚戦争ここ一番!（1969年、TBS） - はな
- おちゃの子さいさい（1971年、CX）
- おゝい雲（1971年、NHK） - お政
- 七つちがい（1971年、NTV） - 小川糸
- 冠婚葬祭屋（1972年、NET） - 康子
- 知らない同志（1972年、TBS） - 今西ユキ
- 鉄道100年 大いなる旅路（1972年、NTV）
- 太陽にほえろ!（NTV） - 武田ウタ
  - 第1話「マカロニ刑事登場!」（1972年）
  - 第6話「手錠と味噌汁」（1972年）
- 私は忘れたい（1972年 - 1973年、TBS）
- あんたがたどこさ 第1シリーズ（1973年 - 1974年、TBS） - 徳永咲
- てんつくてん（1973年 - 1974年、NTV） - 舟
- 木下恵介・人間の歌シリーズ / もうひとつの春（1975年、TBS）
- 花吹雪はしご一家（1975年、TBS） - 梅子
- 非情のライセンス 第2シリーズ 第46話「兇悪の閃光」（1975年、NET） - 島田ふじ
- 子連れ狼 第三部 第8話「死季」（1976年、NTV） - しげ
- 九丁目、泣いて笑った交差点女の中の男一匹（1976年、NTV） - 古山千代
- 塚本次郎の夏（1977年10月13日、NHK） - 塚本しげ
- 花王 愛の劇場（TBS）
  - 乱れる（1977年）
  - トラックかあちゃん（1983年）
- おとこ同志おんな同志（1978年、NTV） - 桐小路秋子
- 空は七つの恋の色（1978年、YTV）
- 男なら! 第18話「紀子先生を下さい」（1979年、TBS） - 上杉の母
- 天山先生本日も多忙 第15話「怪談・夜泣き石」（1979年、NET） - せん
- 俺はあばれはっちゃく 第８話「飛んでけ婆さん㋪作戦」（1979年、NET/国際放映）-おふで婆さん
- 西遊記 第17話「幻妖術師・青竜将軍」（1979年、NTV / 国際放映） - 老婆
- 土曜ワイド劇場（ANB）
  - 蝶たちは今… 冥土からの手紙（1979年）
  - 松本清張の白い闇・十和田湖偽装心中（1980年）
  - 濡れた心〜レズビアン殺人事件〜（1981年）
- 銀河テレビ小説（NHK）
  - 愛さずにはいられない（1980年） - 落合冨江
  - 花丸銀平（1984年） - 綿貫志乃
- 突然の明日（1980年、TBS）
- 熱中時代・先生編 第2シリーズ 第9話「二年三組新学期GO!!」（1980年、NTV） - 青木カネ
- 関ヶ原（1981年、TBS） - 大蔵卿局
- 春まっしぐら!（1981年、TBS） - 杉谷キン
- 木曜ゴールデンドラマ / 海峡に女の唄がきこえる（1981年、NTV）
- 俺はご先祖さま（1981年 - 1982年、NTV） - 丸山艶子
- 火曜サスペンス劇場 / たそがれに標的を撃て（1982年、NTV）
- 時代劇スペシャル / 仕掛人・藤枝梅安（1982年 - 1983年、CX） - おせき
- うちの嫁さんどっちむいてプイ!（1982年、CX）
- 月曜ワイド劇場（ANB）
  - 涙の小児病棟（1983年）
  - 女の哀しみの声がきこえる（1983年）
- 事件記者チャボ!（1983年 - 1984年、NTV） - 鬼丸フジ
- 母と呼ばれて（1984年、THK）
- ドラマ人間模様 / 國語元年（1985年、NHK） - 高橋たね
- 金曜女のドラマスペシャル / 闇からの叫び コンピュータに狙われた花嫁（1986年、CX）
- ザ・ドラマチックナイト / 女・女・女…（1988年）
- ドラマ女の四季 / 嫁姑・ペット戦争!（1988年、TX）
- 高円寺純情商店街（1990年、NET） - 留乃
- 神谷玄次郎捕物控（1990年、CX） - おさく

### 舞台
- 鹿鳴館（1956年、文学座） - 女中頭・草乃
- 黒蜥蜴（1962年）
- リトル・クリスマス（1985年、つづきサロン・プロデュース） - 声の出演[8]
- 屋根の上のバイオリン弾き - イエンテ

## 著書
- 『メイク・アップの仕方』 六本木出版 1956年 CRID 1130000795383721472
- 『賀原夏子のメークアップ入門』 レクラム社（舞台技術入門シリーズ） 1983年 全国書誌番号:84041214
- 『明日にむかってねる 賀原夏子が書いたこと、語ったこと』 劇団NLT 2004年 全国書誌番号:21435129

## 編書
- 『パリ・ブールヴァール傑作集』 賀原夏子編、梅田晴夫、小沢僥謳訳 劇書房 1979年 全国書誌番号:79029014

## 関連文献
- 塚原純江 著『海に還る 女優・賀原夏子』 主婦と生活社 1993年4月 ISBN 4-391-11534-4